# Isaak Hess

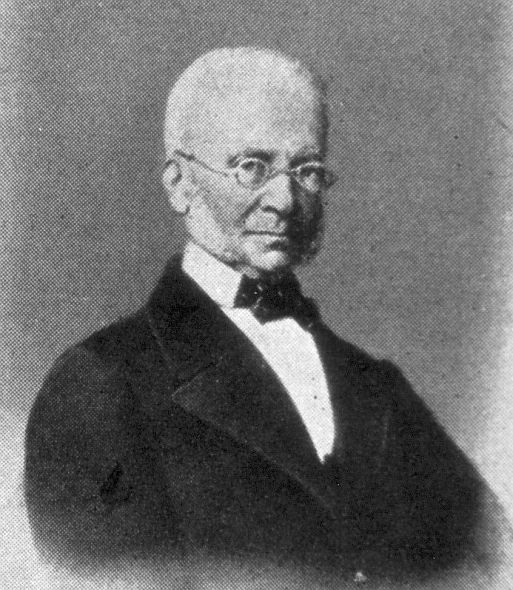
Isaak Hess

Isaak Hess (26. Mai 1789 in Lauchheim – 6. Oktober 1866 in Ellwangen) war ein deutscher Buchhändler und Antiquar.

## Leben
Isaak Hess besuchte die Rabbinerschule in Fürth, deren Lehrmethoden ihm nicht behagten. Danach war er einige Jahre Hauslehrer und Buchhalter. Im Jahr 1817 eröffnete er in Lauchheim ein Buchantiquariat, das er 1838 nach Ellwangen verlegte und dem er eine Sortimentsbuchhandlung angliederte. Die Firma wurde eines der hervorragendsten Buchantiquariate ihrer Zeit. Aus seiner Schule gingen zahlreiche bedeutende Buch- und Kunstantiquare, wie z. B. Ludwig Rosenthal, hervor. Die von ihm veröffentlichten Kataloge waren in ihrer exakten Bearbeitung für den damaligen Antiquariatsbuchhandel vorbildlich. Nach seinem Tod wurde die Firma von seinen Söhnen Moritz und Sigmund fortgeführt.
Isaak Hess spielte in der Emanzipationsbewegung der württembergischen Juden des 19. Jahrhunderts eine wichtige Rolle. Bereits in jungen Jahren wurde er Vorstand der Jüdischen Gemeinde Lauchheim. Im Laufe seines Lebens war er in vielen wohltätigen Organisationen tätig, die meist von ihm angeregt wurden. Er war auch Mitglied einer Regierungskommission, die ein Gesetz über die politischen und bürgerlichen Rechte der Juden in Württemberg vorbereitete.
Maßgeblich war Hess 1831 an der Initiative zur Gründung des „Vereins zu einer Versorgungsanstalt für israelitische arme Waisen und verwahrloste Kinder“ beteiligt, mit der späteren Gründung des Israelitischen Waisenhauses „Wilhelmspflege“ in Esslingen 1841/1842.
Sein Sohn Jakob Hess (1821–1896) knüpfte als Rechtsanwalt und Oberjustizprocurator am Landgericht Ulm, Mitglied des Israelitischen Kirchenvorsteheramts Ulm und Vorsitzender der Esslinger Versammlung württembergischer Israeliten vom März 1861 an die jüdischen Reformbestrebungen des Vaters an.

## Ehrungen

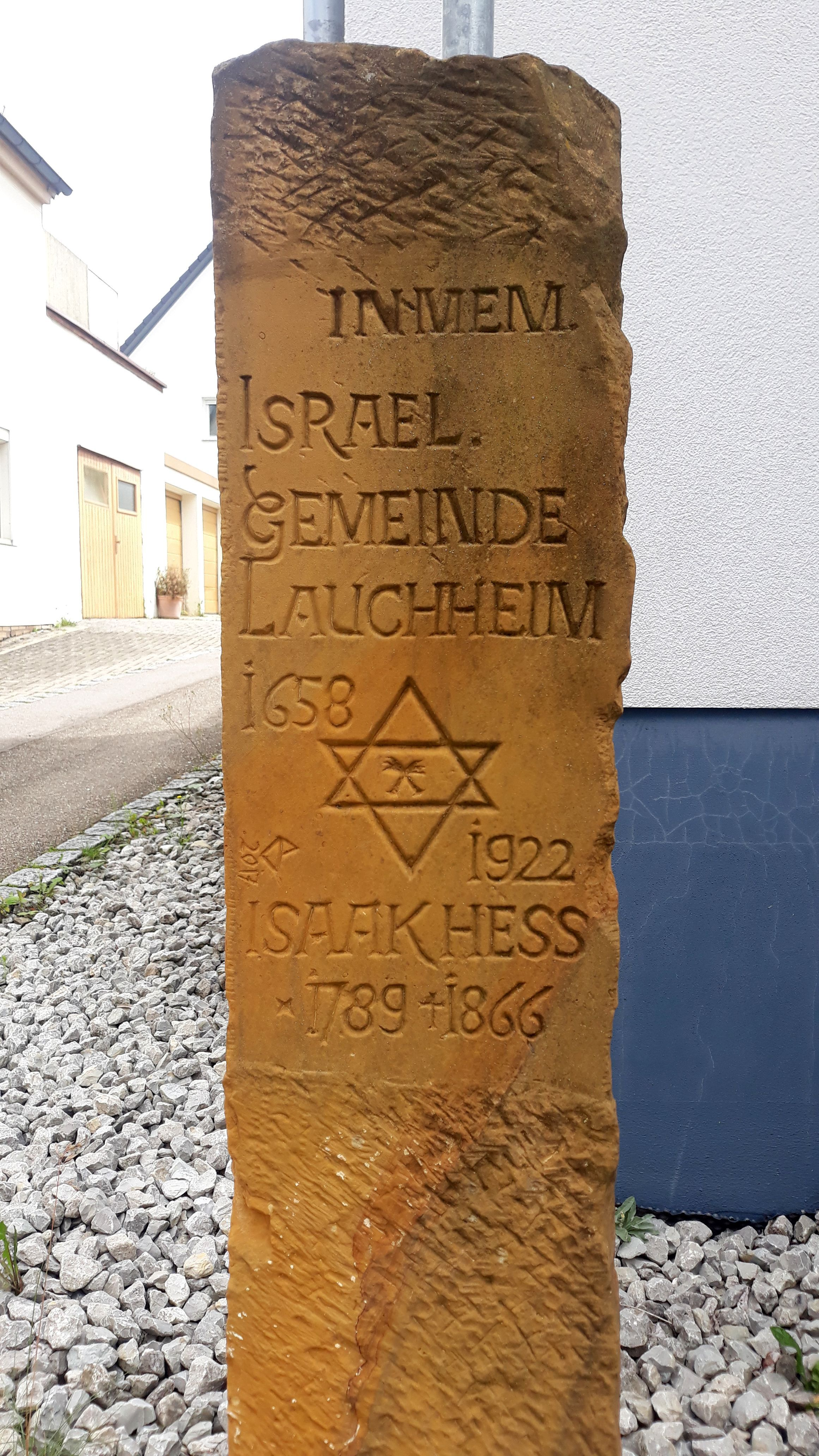
Gedenkstele in Lauchheim

In Lauchheim wurde der Isaak-Heß-Weg nach ihm benannt und in Ellwangen die Isaak-Heß-Gasse. Eine Gedenkstele erinnert in Lauchheim an die jüdische Gemeinde der Stadt und an Isaak Hess.